# Ectothyris trifenestrata
Ectothyris trifenestrata är en fjärilsart som beskrevs av Swinhoe 1902. Ectothyris trifenestrata ingår i släktet Ectothyris och familjen sikelvingar. Inga underarter finns listade i Catalogue of Life.